# Lysandra impuncta
Lysandra impuncta är en fjärilsart som beskrevs av Courvoisier 1903. Lysandra impuncta ingår i släktet Lysandra och familjen juvelvingar. Inga underarter finns listade i Catalogue of Life.